# Aulosaphes unicolor
Aulosaphes unicolor är en stekelart som först beskrevs av William Harris Ashmead 1905.  Aulosaphes unicolor ingår i släktet Aulosaphes och familjen bracksteklar. Inga underarter finns listade.